# Alegeri generale în Paraguay, 2008
Alegerile generale din Paraguay, din anul 2008 au avut loc pe data de 20 aprilie 2008. Acestea au inclus alegerile prezidențiale, cele legislative și locale. Alegerile prezidențiale au fost câștigate de candidatul opoziției, Fernando Lugo, din partea Alianței Patriotice pentru Schimbare, care a învins-o pe Blanca Ovelar de la Partidul Colorado, care era de mult la conducere. Alegerile s-au ținut pentru președinție, 45 senatori, 80 reprezentanți, 17 guvernatori și membrii Paraguayului pentru Parlamentul Mercosur.

## Candidații la președinție și campania lor
Pentru președinție au candidat următorii :
- Fernando Lugo, Alianța Patriotică pentru Schimbare
- Lino Oviedo, Uniunea Națională a Cetățenilor Etici
- Blanca Ovelar, Partidul Colorado
- Pedro Fadul, Partidul Patrie Iubită

Președintele titular Nicanor Duarte Frutos a fost împiedicat de Constituție să candideze pentru realegeri așa că a susținut-o pe ministrul educației, Blanca Ovelar. Rezultatele inițiale ale alegerilor parțiale din cadrul Partidului Colorado din decembrie 2007 au arătat că Ovelar îl învingea pe fostul vice-președinte, Luis Castiglioni, dar rezultatul a fost disputat, ducând la o renumărare a voturilor. Pe 21 ianuarie 2008, comisia electorală a Partidului Colorado a anunțat că Ovelar a câștigat cu 45,04% din voturi împotriva lui Castiglioni cu 44,5%, deși Castiglioni continua să pretindă victoria afirmând că 30.000 de voturi în favoarea lui au fost „furate” și spunând că va prezenta problema în judecată. Ovelar a spus că în campania sa atenția nu va mai fi concentrată pe „campania crudă și primară” la alegerile generale și că pentru ea erau prioritare „lupta împotriva sărăciei și crearea de locuri de muncă”.
Lugo este un fost episcop care a renunțat la cler în decembrie 2006 pentru a se ocupa de candidatura la președinție. Ca preot, a cerut permisiunea Vaticanului pentru a se implica direct în prioritățile politice în 2006. Totuși, Constituția din Paraguay interzice prelaților de orice credință să candideze la vreo funcție politică. În ciuda demisiei sale, Vaticanul consideră preoția ca un angajament pe viață dar l-a absolvit de obligații.
Ca episcop al săracei regiuni San Pedro, timp de 10 ani, începând din 1994, sprijinul lui pentru țăranii fără pământ i-a adus reputația de „episcop al săracilor”. Este un susținător al reformei pământului și al altor măsuri pentru a eradica sărăcia, dar s-a distanțat de cei de stânga, precum Hugo Chavez și Evo Morales, spunând că el nu este de extremă-dreapta sau extremă-stângă, ci „în centru”. La alegeri, el a declarat că a votat pentru sfârșitul domniei de 61 ani a Partidului Colorado, pentru a opri corupția și pentru a face din Paraguay „o nouă țară”. Lugo crede în „determinarea de sine a oamenilor și în recuperarea suveranității și a independenței”. Lugo este sprijinit de Alianța Patriotică pentru Schimbare care include atât grupuri de extremă-dreapta cât și grupuri de extremă-stânga, mai ales Partidul Radical Liberal Autentic. Președintele Duarte a provocat controverse chiar înaintea alegerilor declarând ziarului Ultima hora că Lugo „se vinde probabil” pentru bani din Venezuela, Bolivia și Ecuador.
Ovelar, candidata Partidului Colorado, a declarat că ea știe „de ce au oamenii nevoie...și ce trebuie făcut”. A spus că se va concentra pe crearea de slujbe și pe întărirea cooperativelor agricole, în speranța de a reduce numărul paraguyanilor care emigrează din motive economice. Conform lui Ovelar, Paraguay are „noi nevoi care nu existau înainte…și care necesită influența unei femei”. Dacă ar fi fost aleasă, Ovelar ar fi fost prima femeie-președinte a Paraguayului. Condamnarea lui Lino Oviedo pentru rebeliune a fost răsturnată de Curtea Supremă în octombrie 2007, lăsându-l liber să candideze la președinție. În ianuarie 2008 el a fost numit candidat al partidului său, Uniunea Națională a Cetățenilor Etici, fără contracandidat.

## Sondaje
Un sondaj electoral din septembrie 2007 a arătat o cursă impărțită in 3: Lugo, Oviedo și Ovelar. Un alt sondaj din noiembrie 2007 îl arăta pe Lugo la conducere cu peste 40%, cu Oviedo pe locul doi și Castiglioni sau Ovelar (încă nu era stabilit care va conduce) pe locul trei. În martie 2008, un nou sondaj a arătat o dezvoltare în două direcții cu Lugo la conducere cu 31%, Ovelar  pe locul 2 cu 27% și Oviedo pe locul 3 cu 24%.
Un alt sondaj de opinie din 5 aprilie 2008 îi arătau pe Lugo și Ovelar într-o luptă strânsă, cu Lugo la conducere cu 30,9%, urmat de Ovelar cu 30,1 % și Oviedo cu 21,4%. Mai mult de 10% erau indeciși.

## Rezultate
La puțin timp după alegeri, cu rezultate de la 13.000 din 14.000 stații de votare numărate, Lugo avea 41% din voturi față de 31% ale lui Ovelar și 22% ale lui Oviedo. Susținătorii lui Lugo au sărbătorit pe străzile din Asuncion, iar el a declarat că „astăzi am scris un nou capitol în istoria politică a țării noastre”. Ovelar a acceptat înfrângerea, recunoscând că, campania lui Lugo a fost inatacabilă. Câteva ore mai târziu, președintele Nicanor Duarte Frutos a apărut sumbru la o conferință de presă dar a menționat că pentru prima dată în istoria Paraguayului o predare a postului către opoziție se va face în pace și într-o manieră ordonată.